# Panzer-Verband Stegemann
La Panzer-Verband Stegemann (que l'on peut traduire par unité blindée Stegemann) était une unité blindée de la taille d'une division blindée de la Wehrmacht Heer, crée fin janvier 1945 dans le Wehrkreis VIII, et qui participa aux combats dans les derniers mois de la Seconde Guerre mondiale.  

## Historique
La Panzer-Verband Stegemann est affectée le 28 janvier 1945 au VIII. Korps ; les 29-30 janvier, elle passe dans le Korpsgruppe Jeckeln (sous le commandement du General der Waffen-SS Friedrich Jeckeln), puis le 3 février dans le Kampfgruppe Oberst Neise de la 269. Inf.Div.

### Composition
- Un état-major (Stab)
- Grenadier-Ersatz- und Ausbildungs-Bataillon (motorisiert) 30 (Görlitz)
- Panzer-Aufklärungs-Ausbildungs-Abteilung 55 (Hirschberg)
- Panzer-Ersatz- und Ausbildungs-Abteilung 15 (Sagan)
- Heeres-Fla-Ersatz- und Ausbildungs-Bataillon 48 (Liegnitz)
- Batterie leichte Feldhaubitzen 116/54 (Oppeln)
- Panzerjäger-Ersatz- und Ausbildungs-Abteilung 8 (Oppeln).